# Журавенский сельский округ
Журавенский сельский округ — упразднённая административно-территориальная единица, существовавшая на территории Зарайского района Московской области в 1994—2006 годах.
Спас-Журавенский сельсовет был образован в первые годы советской власти. По данным 1923 года он входил в состав Спас-Журавенской волости Каширского уезда Московской губернии.
В 1924 году к Спас-Журавенскому с/с был присоединён Фёдоровский с/с.
2 февраля 1925 года Спас-Журавенская волость была переименована в Достоевскую волость.
В 1928 году из Спас-Журавенского с/с был выделен Фёдоровский с/с.
По данным 1926 года Спас-Журавенский с/с включал село Спас-Журавна, деревни Зайцево I, Зайцево II, Фёдоровка I, Фёдоровка II, Достоевский ветпункт и Зайцевские хутора.
В 1929 году Спас-Журавенский с/с был отнесён к Зарайскому району Коломенского округа Московской области. При этом он был объединён с Фёдоровским с/с в Журавенский сельсовет.
17 июля 1939 года к Журавенскому с/с было присоединено селение Козьяково Черневского с/с.
12 апреля 1952 года к Журавенскому с/с было присоединено селение Истоминка Хлоповского с/с.
14 июня 1954 года Журавенский с/с был упразднён. При этом его территория была передана в Хлоповский с/с.
10 сентября 1968 года Журавенский с/с был восстановлен в составе Зарайского района путём преобразования Хлоповского с/с. В его состав вошли селения бывшего Хлоповского с/с кроме Алферьева, Михалева, Назарьева и Черемошни, вошедших в Алферьевский с/с.
3 февраля 1994 года Журавенский с/с был преобразован в Журавенский сельский округ.
В ходе муниципальной реформы 2004—2005 годов Журавенский сельский округ прекратил своё существование как муниципальная единица. При этом все его населённые пункты были переданы в сельское поселение Струпненское.
29 ноября 2006 года Журавенский сельский округ исключён из учётных данных административно-территориальных и территориальных единиц Московской области.